# Tricoryne anceps
Tricoryne anceps är en grästrädsväxtart som beskrevs av Robert Brown. Tricoryne anceps ingår i släktet Tricoryne och familjen grästrädsväxter.

## Underarter
Arten delas in i följande underarter:
- T. a. anceps
- T. a. pterocaulon